# توربو سوینگ

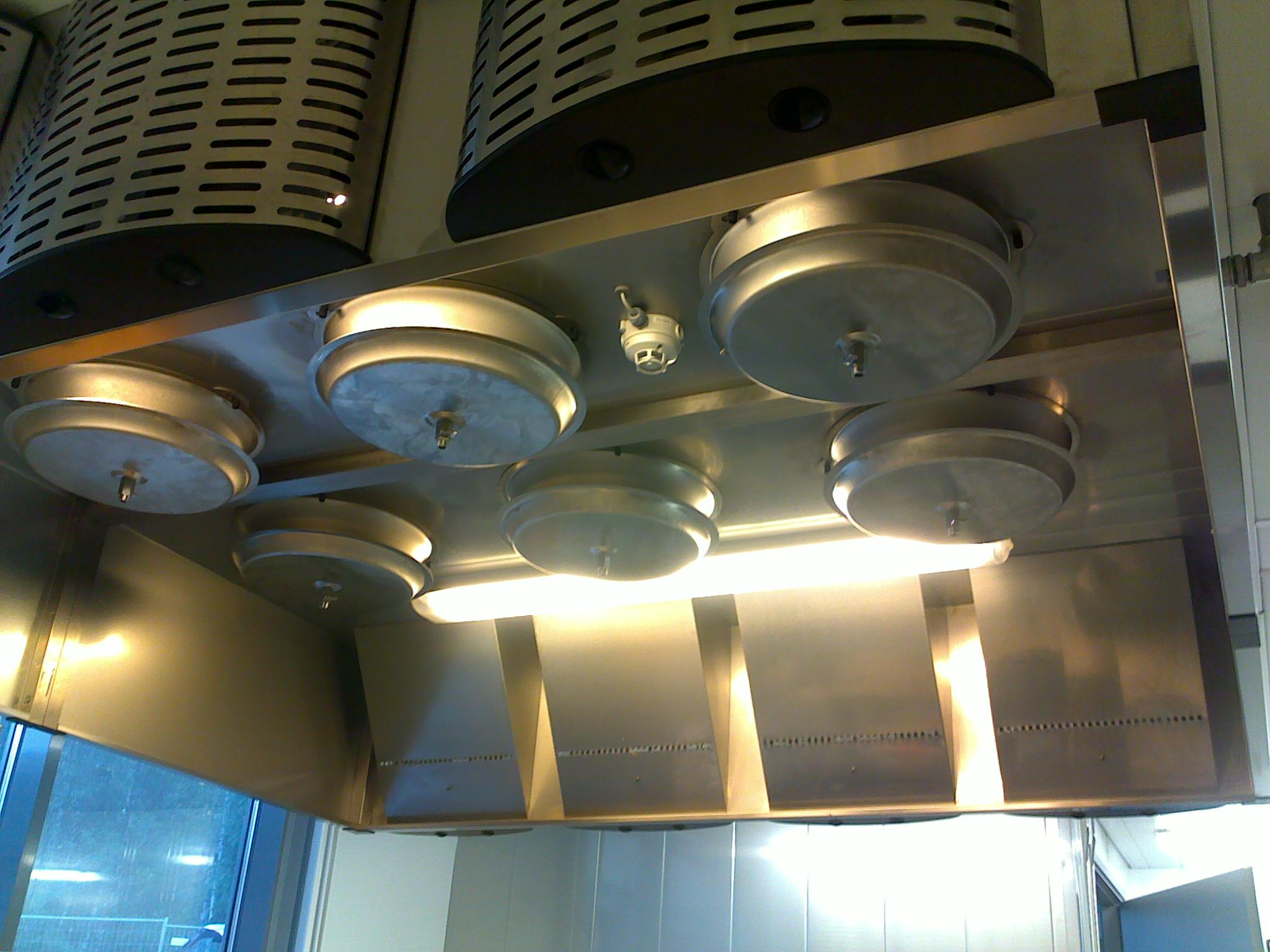
Extractor hood with turboswing filters

توربو سوینگ (به انگلیسی: TurboSwing) نوعی فیلتر چربی مورد استفاده در دستگاه تهویه آشپزخانه جهت پاک کردن چربی‌های معلق در هوا است. این فیلتر معمولاً داخل هود تهویه رستوران‌ها نصب می‌شود. عملکرد آن بر اساس یک فیلتر دوار و چرخنده است.

## چگونگی کارکرد

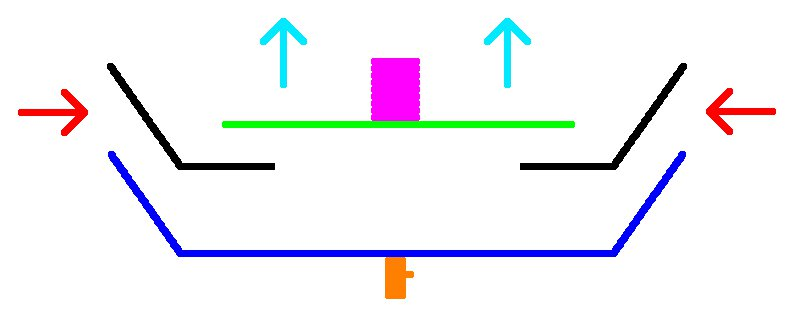
Basic structure of a turboswing filter:
Dirty air going into the filter
Upper dome
Lower dome
Rotating perforated separation disk
Motor
Clean air going into the ventilation ducts
Drain valve

تفاوت اصلی بین توربو سوینگ و سایر فیلترهای معمول این است که در توربو سوینگ فیلتر ساکن ناست. دیسک‌های مشبکی وجود دارد که با سرعت بالا می‌گردند. زمانی که ذرات معلق چربی در هوا وارد این دیسک‌ها می‌شوند از هوا تفکیک می‌گردد.
پس از جداسازی، نیروی گریز از مرکز حاصل از چرخش دیسک‌ها ذرات چربی را به بدنه مرکزی دیواره فیلترها پرتاب می‌کند. سپس ذرات چربی از روی دیواره مرکزی به داخل حوزچه‌ای در پایین چکه می‌کنند، در آنجا می‌مانند تا از طریق شیری در پایین مخزن خارج می‌شوند.

## ذرات کوچکتر
توربو سوینگ می‌تواند برخلاف فیلترهای معمول که ذراتی به بزرگی ۸ میکرون را حذف می‌کند، ذراتی تا کوچکی ۴ میکرون را حذف نماید. دلیل آن فیلتر مرکزی در حال حرکت است، و این امر موجب افزایش احتمال برخورد بین فیلتر در حال گردش و ذرات معلق است.

## جریال هوای متغیر
توربو سوینگ می‌تواند با جریان هوای متغیر کار کند. سطح استخراج چربی تحت تأثر جریان هوا ناست. این بدان معنی است که این فیلتر می‌تواند در رستوران‌هایی مورد استفاده قرار گیرد که سطح جریان هوا را به جهت کاهش مصرف انرژی در ساعات خلوت کاهش می‌دهند. اگر جریان هوا پایین‌تر باشد، ذرات وارد دیسکی می‌شوند که با سرعت کمتری در حال حرکت است، در نتیجه افزایش، احتمال برخورد به وجود می‌آید. سایر فیلترها نظیر فیلترهای سیلیکونی دائماً نیاز به جریان هوای بالا دارند، یا تقطیر دیگر عملکرد فیلتر. به همین خاطر استفاده از فیلترهایی نظیر توربو سوینگ می‌توانند به مقادیر زیادی در کاهش مصرف انرژی سیستم نهویه رستوران‌ها کمک نماید.

## بازیابی گرما
توربو سوینگ امکان بازیابی هوای گرم آشپزخانه‌ها را فراهم ساخته است. برخلاف سایر فیلترهای معمول، فیلتر توربو سوینگ ذرات کوچکتر را با ایجاد مدل حرارتی کثیف استخراج می‌نماید. بر خلاف فیلترهای معمولی، توربو سوینگ می‌تواند ضرات ریزی را که مسئول کثیف شدن مبدل حرارتی هستند، جدا کند.

بازیابی گرما امکان ذخیره انرژی در سیستم تهویه ساختمان را میسر می‌سازد. خصوصاً، هوای آشپزخانه به مراتب گرم تر از سایر فضاها است، به همین جهت میزان زیادی از انرژی بالقوه می‌تواند ذخیره گردد. چه بسا، زمانی که وارد سیستم تهویه آشپزخانه گردد، در صورتی که فیلتری مناسب مورد استفاده قرار نگیرد، بازیابی گرمایشی به دلیل وجود ذرات معلق چربی در هوا بسیار سخت یا شاید غیرممکن گردد. ذرات معلق چربی در مبدل گرمایشی متراکم شده و ارائه آن را به سرعت بی‌فایده می‌سازد.

به منظور داشتن مبدل گرمایشی در آشپزخانه، هوا می‌بایست به صورت کامل عاری از چربی باشد، به بیانی دیگر، می‌بایست ذرات ریز و درشت چربی در هوا پاک شود. فیلترهای ثابت نمی‌توانند به میزان کافی برای ذرات ریز کارآمد باشند، به همین جهت بازیابی گرمایشی را غیرممکن می‌سازند. توربو سوینگ کارآمدی بالایی را در ارتباط با ذرات ریز ارائه می‌دهد و این دلیلی است که بازیابی هوای گرم آشپزخانه را امکان‌پذیر می‌سازد.